# ウィン・ウェンガー
ウィン・ウェンガー（Win Wenger, 1938年4月27日 - 2021年1月7日）はアメリカの教育学博士。知力研究、及びモティベーション分野の世界的権威。

## 人物
- メンサ（入会条件を上位2%のIQを有する者に限定した国際的な団体）の会員。
- 知能を上げるために潜水やマスキング（養生という意味ではない）やイメージストリーミングを推奨している。
- 2009年8月に来日、「イメージストリーミング・ワークショップ」を開催した。
- 娘は三歳でメンサに入り、しばらくの間メンサのメンバーとして最年少の記録を持っていた。

## 業績
- イメージストリーミングを提唱した。
- ピアジェ協会を設立した。
- NPO法人「プロジェクト・ルネッサンス」の創始者。

## 著書
- 『How to increase your intelligence』Bobbs-Merrill、1975年
  - 『頭脳がよくなる!―だれにでもできる驚異の3週間「全脳」鍛練法』渡辺茂訳、三笠書房、1982年、（文庫化、知的生きかた文庫）1984年
  - 『頭には、この刺激がズバリ効く!―世界の権威が実証 たった3週間で、頭の働きが断然鋭くなる!』渡辺茂訳、三笠書房、1999年（『頭脳がよくなる!』の改訂版）
  - 『頭は3週間で良くなる!―世界の権威が実証した、“驚異”のノウハウ!』渡辺茂訳、三笠書房、2003年（1999年の文庫化、知的生きかた文庫）
- 『The Einstein factor: A Proven New Method for Increasing Your Intelligence』Three Rivers Press、1995年
  - 『頭脳の果て』（リチャード・ポーとの共著）田中孝顕訳、きこ書房、2005年
  - 『アインシュタインファクター』（リチャード・ポーとの共著）、田中孝顕訳、きこ書房（「頭脳の果て」を改題し新装した本。）（イメージストリーミングについて詳しく書かれている）、2009年、（文庫化）2015年
- 『ウィンウェンガーの頭脳刺激トレーニング』きこ書房、田中孝顕訳、2006年（オーディオブック）
- 『あなたの天才が輝く瞬間』エスエスアイ、2016年（DVD＆テキストブック）